# Kamenahallikaval, Chikmagalur
Kamenahallikaval là một làng thuộc tehsil Chikmagalur, huyện Chikmagalur, bang Karnataka, Ấn Độ.